# Lievevrouwebedstro
Lievevrouwebedstro (Galium odoratum; synoniem: Asperula odorata) is een overblijvende, winterharde, kruidachtige plant uit de sterbladigenfamilie (Rubiaceae).

## Beschrijving
De plant heeft een dunne, kruipende wortel met veel uitlopers. De vierkantige, rechtopstaande stengel is 10-30 cm hoog, teer, onvertakt en alleen op de knopen behaard. De zes tot negen enkelvoudige, lancetvormige blaadjes zijn 1-4 cm lang en schijnbaar sterbladig. Eigenlijk zijn er maar twee blaadjes, de overige zijn steunblaadjes die echter een soortgelijke vorm en functie hebben. Ze staan als spaken rond een wiel.
De plant bloeit in mei en juni. De sterachtige bloemen zijn wit en staan in meertakkige bijschermen op een lange steel. Ze zijn buis- tot trechtervormig, vergroeidbladig en meestal vierlippig. Ze bevatten veel nectar. De kogelvormige, tweedelige splitvruchten zijn 2-3 mm groot en voorzien van haakvormige borsteltjes. Bestuiving geschiedt door vliegen en andere insecten.
Daar de plant zich door haar kruipende wortelstok vlug vermeerdert, komt zij steeds in grote hoeveelheden voor en vormt als het ware één groot groen tapijt met een massa witte sterretjes.
De vegetatieve delen van de plant zijn reukloos, maar de bloemen verspreiden een zoete geur. In gedroogde toestand zijn het de bladeren die naar gedroogd gras (hooi) ruiken door de coumarine die bij het verwelken vrijkomt.

## Voorkomen
Lievevrouwebedstro komt vrij algemeen voor in alle landen van Europa en in Klein-Azië, met uitzondering van Portugal en IJsland. In België komt de soort vrij algemeen voor in beukenbossen en in Nederland vooral in Zuid-Limburg.
Alhoewel de schaduwminnende plant beter in de gematigde streken gedijt, treft men hem ook in het zuiden aan. De vindplaats strekt zich uit van het laagland tot in de bergen.

## Ecologie
Over de grondsoort waarop het lievevrouwebedstro in de natuur groeit, lopen de meningen uiteen. Ze variëren van een “eerder droge” naar een “alleszins vochtige” grond en van een “niet zure” tot een grond met een zuurgraad (pH) van 4,5-5,5. Een feit is dat het kruid een schaduwrijke plaats verkiest, een losse, goed doorluchte en voedselrijke grond met goede humusvorming en vooral in de lente wat vocht.

## Plantengemeenschap
Lievevrouwebedstro is een kensoort voor het eiken-haagbeukenbos (Stellario-Carpinetum), een laaggelegen bostype. De volgende bomen zijn er karakteristiek: zomereik, haagbeuk, zoete kers of boskriek, beuk en es. Lievevrouwebedstro is te vinden op horizontale of zwak glooiende terreinen in de kruidlaag van het droge gedeelte van dit bos. Hij groeit er samen in een plantengemeenschap met grootbloemige muur, witte klaverzuring, gulden boterbloem, bosanemoon, ruig klokje, gevlekte aronskelk, veelbloemige salomonszegel, slanke sleutelbloem, eenbes en wilde kamperfoelie.

## Teelt

### Standplaats
Lievevrouwebedstro is een bosplant, die dus een schaduwplekje vraagt op losse, vochtige, humusrijke grond. In de zon worden de blaadjes lichtgroen, waardoor de witte stervormige bloempjes bijna geen contrast meer vormen met de bladeren en de plant veel van zijn decoratieve waarde verliest. Op een zonnige en tegelijkertijd droge standplaats wordt de plant bruin en sterft af.

### Vermeerdering
Men kan de plant vermeerderen door zaaien. Nieuw zaad ontkiemt goed, maar oud zaad kan wel een jaar in de grond blijven zitten.
Daar lievevrouwebedstro van nature weinig zaad produceert, maar veel ondergrondse uitlopers heeft, is het gebruikelijker de plant te stekken of te scheuren.
Neem in het voorjaar of in het najaar stekken van een volwassen plant. Kies stevige stengels van ca. 10 cm lang en verwijder de onderste blaadjes. Doop de stekken eerst in water en dan in een groeistof. Plant deze, met het kale gedeelte volledig bedekt, in een bak, gevuld met vochtig grof zand. Houd het zand vochtig en zet de stekjes in de schaduw. De stekjes schieten binnen drie weken wortel. Plant ze daarna uit.
In de lente of in het vroege najaar kan men het kruid ook scheuren. Men doet dit door de wortels van de opgegraven plantjes met een kammende beweging van de vingers te verdelen (zorg ervoor dat er zo weinig mogelijk wortels breken) en uit elkaar te trekken.
Graaf nieuwe plantgaten waar de wortelkluiten goed in passen. Breng in ieder gat een 5 tot 10 cm dikke compostlaag aan. Plant de nieuwe pollen even hoog als voorheen en 20 à 30 cm uit elkaar. Regelmatig begieten tot ze weer goed ingeworteld zijn. Maak het vooral niet te drassig.
Lievevrouwebedstro is een ideale bodembedekker voor moeilijke plaatsen in de tuin. Het groeit bijvoorbeeld in een droge beschaduwde grond onder een boom, of zo maar op een boomstronk. Bedstro is een mooie plant, zowel voor de wilde als voor de siertuin.
In de zomer kan men lievevrouwebedstro ook in bloempotten in huis halen. Hij verlangt dan een vochtige goed gedraineerde potgrond, een koele temperatuur en minstens 5 uur per dag indirect zonlicht.

## Legenden over lievevrouwebedstro

### Kleur van de bloemen
In die tijd dat Maria zou baren, had zij de kribbe reeds klaarstaan, gedekt met kruiden en wat hooi. Nadat Jezus geboren was, werd hij in doeken gewikkeld en in de kribbe gelegd. Bij de eerste kreten van het pasgeboren kind begon het bedstro meteen te bloeien. Als dank hiervoor mocht het zijn verdere leven gouden (witte) bloemen dragen. (in een Middelnederlands woordenboek vinden we als uitleg: gulden cruut = gedroogd geurig kruid).

### Naamgeving
Over het ontstaan van de naam lievevrouwebedstro doet de volgende legende de ronde: De heilige Anna (de moeder van Maria) had een groot probleem, want haar dochter kon de slaap maar niet vatten. Hoe ze ook haar best deed, niets mocht baten. De kleine Maria bleef wakker. Diep hierover nadenkend liep Anna door de velden en zag plots een bedstro-plantje staan. Ze plukte de bloempjes en stak ze in een zak. Na een tijdje waren ze verwelkt en begonnen ze heerlijk te geuren. Moeder Anna legde de zak als een matrasje onder haar baby en vanaf dan sliep Maria als een roos. Als dank mocht het plantje vanaf dat ogenblik lievevrouwebedstro heten.

### Lang leven
Er was eens een koning die zijn lijfartsen rijkelijk betaalde om hem van middeltjes te voorzien die hem voor de dood behoedden. Op een dag kreeg de koning een beker walstro, hét middel, volgens zijn artsen. Nu was er in het paleis een knecht die ook wel heel lang wou leven. Hij nam er stiekem een flinke teug uit. De dief werd spoedig gegrepen en ter dood veroordeeld. Toen zei de knecht: "Als u mij doodt, dan sterf ik jong en dan weet u dat uw artsen u voor de gek houden." De koning dacht diep na en vond uiteindelijk dat hij dit risico niet kon nemen. Hij liet de knecht daarop vrij. Beiden stierven toch, maar wel op hoge leeftijd. Sindsdien ontstond het spreekwoord "Tegen de dood is geen kruid gewassen."

## Toepassingen
Walstro wordt wel in de kruidengeneeskunde gebruikt; door een zeker gehalte aan cumarinen is dit niet geheel zonder risico (effecten op de bloedstolling, mogelijke teratogene effecten). In de reguliere geneeskunde vindt het geen toepassing meer.
In vroeger eeuwen werd lievevrouwebedstro voor vele doeleinden gebruikt, onder andere om kleding geurig te maken en om wijn smaak te geven. Lievevrouwebedstro stond van oudsher bekend als "antimagisch" kruid om boze geesten op afstand te houden, het was een afweerkruid. Zo hing men het in de middeleeuwen in bundels naast de ramen en deuren om de woning te vrijwaren van pest. In Engeland gebeurde dit langs de oostkust, de kant van het vasteland, omdat volgens de kustbewoners de 'kwade wind' uit die hoek kwam.
In de Eifel was het de gewoonte om bij elke geboorte in de zomer een bosje bedstro boven de wieg te hangen om geesten en slechte invloeden te weren. Om de zwangerschap goed te laten verlopen legde men het kruid bij zwangere vrouwen in bed. Een bos bedstro werd ook boven het bed van een zieke gehangen om de ziekte te weren. De plant maakte deel uit van de negenderhand-kruidenbos, anti-magische kruiden die in de vorm van tuilen op 15 augustus in de kerk gewijd werden. Op die dag bezaten volgens de overleveringen alle kruiden hun grootste heelkracht. De plant  werd ook als rookkruid gebruikt, eveneens vanwege de antimagische krachten, namelijk het verdrijven van duivels, heksen en tovenaars. De verbranding moest gebeuren gedurende de rooknachten.
Lievevrouwebedstro wordt nog gebruikt om meibowls te kruiden. De fabricage ervan is in Duitsland wettelijk aan banden gelegd vanwege de mogelijke giftigheid. Een siroop van lievevrouwebedstro wordt in Berlijn gebruikt als toevoeging aan bier. Dit mengdrankje staat bekend als Berliner Weiße mit Schuß.
Gedroogd wordt het ook wel gebruikt in linnen- en kledingkasten ter bescherming tegen motten.

## Handelsvormen
- De plant is verwerkt in bepaalde tabletten die tegen nierstenen zouden werken
- Drogerij van lievevrouwebedstro wordt als bloedzuiverende thee verkocht onder de naam Herba matrisilvae
- Als Herba asperulae wordt gedroogd kruid gebruikt voor het geuren van linnenkasten
- Oploslimonadepoeder met lievevrouwebedstrosmaak en gezoet met stevia.
- Wordt gebruikt in Gruut, de kruidenmix die vooraleer hop populair werd, bij het bereiden van bier werd gebruikt voor het bekomen van een lekker aroma.

## Volksnamen
| Kruidenkussen           | bedstro werd als vulling van kussens en matrassen gebruikt |
| Mottekruid              | hield motten op afstand                                    |
| Ruwkruid                | ruwachtige bladeren                                        |
| Nierkruid of Leverkruid | verwijst naar de (vermeende) geneeskrachtige eigenschappen |
| Sterleverkruid          | stervormige bloempjes                                      |
| Meikruid of Meyerkruid  | bedstro is aan Maria gewijd. Meimaand is Mariamaand        |
| Maagdenkussen           | liefdeopwekkend kruid                                      |
| Donka of Toenka         | associatie met tonkabonen die dezelfde geur hebben         |